# ゲルミン＝オウィド・ノウン地方
ゲルミン＝オウィド・ノウン地方(ゲルミン＝オウィド・ノウンちほう、アラビア語：كلميم-وادي نون)はモロッコ南部の地方。
南東部の一部でサハラ・アラブ民主共和国と領土問題を抱えているが、モロッコが殆どの地域を実効支配している。
面積は約6.4万km2で、2014年の人口は約43.4万人。

首府はゲルミン。

## 地理
- 北：スース＝マサ地方
- 東：アルジェリア
- 南東：モーリタニア
- 南：ラユーン＝サキア・エル・ハムラ地方
- 西：大西洋

に接する。

東西にドラア川が流れる。
北部のゲルミンとノウン川が地方の名前の由来である。
南東部に砂の壁の一部が有る。
壁の東側はサハラ・アラブ民主共和国が統治している。

## 歴史
2015年9月、シディ・イフニー州・ゲルミン＝エス・スマラ地方を合わせて設置された。

## 行政区画

ゲルミン＝オウィド・ノウン地方の県

- アサ＝ザグ州（英語版）
- ゲルミン州（英語版）
- シディ・イフニー州（英語版）
- タンタン州（英語版）

## 経済
漁業が主要産業である。

## 交通

### 道路
- 国道1号線：ティーズニート（英語版）⇔ゲルミン⇔タンタン
- 国道12号線：シディ・イフニー（英語版）⇔ゲルミン⇔アサ (モロッコ)（英語版）

### 港
- シディ・イフニー（英語版）
- El Ouatia

### 空港
- ゲルミン空港（英語版）
- タンタン空港（英語版）[4]